# 페오드르 리넨
페오드르 펠릭스 콘라트 리넨(독일어: Feodor Felix Konrad Lynen, ForMemRS, 1911년 4월 6일 ~ 1979년 8월 6일)은 독일의 생화학자이다. 1964년에 콜레스테롤과 지방산 대사 조절 메커니즘을 발견한 공로로 콘라트 에밀 블로흐와 함께 노벨 생리학·의학상을 수상했다.

## 수상 경력
- 1964년 : 노벨 생리학·의학상